# 水野さくら
水野　さくら（みずの さくら、1972年10月8日 - ）は、日本のAV女優。
身長164cm、スリーサイズ：B88cm、W60cm、H87cm。

## 略歴
神奈川県出身。2002年ごろAVデビュー。

## 作品

### アダルトビデオ
2002年
- 猟奇荘記譚6（9月25日、アートビデオ）他出演:藤本瞳
- 性域なきモザイク改革 3 家族愛連合 裏面接（10月1日、桃太郎映像）他出演:藤彩香、丸山ゆり、矢野涼子、風野チカ
- 熟女微熱（11月2日、Vamp）他出演:楠真由美
- Vamp Episode 2002（12月18日、Vamp）他出演:風見京子、秋吉ゆみ

2003年
- 昼メロレイプ 陵辱人妻開き（1月23日、ヒビノ）共演:山本さき
- おいしい人妻たち（1月23日、SODクリエイト）他出演:楠真由美、山本さき、貴水らん
- 爛熟（1月30日、グローリークエスト）
- 淫ら妻の昼下がり 2（3月7日、ワイルドサイド）他出演:塩田友里恵
- 団地妻　隠された女のうずき （04/11、アテナ映像） 他出演：楠真由美、井川ななこ、高木昌美
- 妊婦中毒 水野さくら 妊娠9ヶ月（8月22日、卑紋屋）
- 望月未来監督 素人女の生セックス 変態編 2（10月4日、スリーピース）
- 妊婦の素 7 （10月10日、アロマ企画）
- 駅前アクメ（10月10日、アロマ企画）他出演:池田こずえ、桜木いずみ、宮地奈々
- 魅惑の母乳ミセスW（10月16日、Wink）他出演:武田あけみ
- ノンフィクション変態毒書 妊婦超リアル中出し（10月17日、桃太郎映像）他出演:神咲綾花
- 母乳物語 2　乳白妻の淫夢 （11/14、RADIX/ONE）
- Vamp Works 極楽熟女（12月19日、Vamp）他出演:楠真由美、三浦まこ、葉山杏子、友田真希

2004年
- 母乳 緊縛編 1（1月1日、GRAB）
- 感じちゃったミルクママたち2 奥様母乳搾りSP（1月16日、アロマ企画）他出演:木村あや
- 噴乳牝奴隷4（1月30日、シネマジック）
- オッパイでイッパイしてあげる お姉さんは好きですか？しかも母乳（2月1日、RADIX）
- 熟女微熱02 フェラと手コキとオナニーと（3月12日、Vamp）他多数出演
- ママみるく（3月18日、ナチュラルハイ）
- 母乳情話 第一話（5月21日、One Way）
- 熟年婦人の性特集 あ～SEXって何でこんなにいいの！（7月10日、FAプロ）共演:一条まりな、神崎レイラ、坂下陽子、森下涼子
- 人妻のボディコン・ビキニ・レオタード（7月22日、ヒビノ）共演:広田ここ、森ゆうき
- 人妻痙攣エロ肉人形（8月19日、ヒビノ）共演:一城まりな
- 母乳×脱糞II（9月1日、RADIX）他出演:榊のりこ、相沢ひとみ
- どエロ玉喰い熟女（9月20日、ネクストイレブン）他出演:山本さき、一城まりな
- ムチムチ熟女（11月5日、アベニール）
- ハードバキューム 陵壊唇犯（11月15日、アレックス）他出演:一条まりな、山田薫、みさき、浅野さやか、大塚あいり
- 同性愛の母親同士が息子までも交換するなんてII（11月20日、ホットエンターテイメント）他出演:佐伯なな子
- 噴乳牝奴隷 VOL.3（11月26日、シネマジック）他出演:最上かえで
- クライマックスダイジェスト 乱舞 '04-2（12月11日、アートビデオ）他出演:平井愛香、桐島秋子、石山梨華、松下美海、宮前みさき、水島早苗、岸本絵梨、藤本瞳、林由美香、吉沢れい子、中野千夏

2005年
- 昼下がりの人妻達（1月27日、ヒビノ）共演:三沢絹、相田あみ
- 特選 母乳召しませ… おかわり編（2月11日、Vamp）共演:原田幸、最上かえで、稲森あずさ、木村あや、河野さつき、里美ケイ
- 熟女拘束イカせまくり地獄（4月15日、マドンナ）共演:桜月舞、森本みう、Risa、藤沢翔子、小池絵美子
- ボディコン熟女レズ2（5月18日、アリスJAPAN）共演:山本さき、つかもと友希
- 熟・癒され保育園 2（5月25日、マドンナ）共演:森本みう、小池絵美子
- 調教note Vol.03 マリン 32歳 人妻（6月15日、さくら企画）
- マドンナ倶楽部2 [美熟女マガジン]（6月17日、アリスJAPAN）他多数出演
- 熟レズ 糸引き熟女たちのディープラヴ（6月24日、ビースバル）他7名出演
- 愛奴コレクション Vol.04（7月20日、さくら企画）他出演:アムロ（岡本あい）、ハル
- 母乳天国 2（7月23日、レイディックス）他出演:内村奈緒子、野中奈緒美
- 熟露出2（7月25日、マドンナ）他出演:桜月舞、森本みう、Risa、藤沢翔子、小池絵美子
- 連続111回 人妻3人強制オーガズム 4（9月21日、LOTUS）他出演:森下さやか、松井かすみ
- 野外露出投稿 マリン 32歳 人妻（11月15日、さくら企画）
- 犯されたセールスレディ 3（12月25日、マドンナ）他出演:森本みう、小池絵美子

2006年
- 人妻ドライブ極（1月19日、CROSS）他出演:坂下れい、井川ななこ
- 集団熟女に温泉で癒されてみませんか？（1月25日、ネクストイレブン）他出演:倉田みやび、持田さつき、藤崎ともよ
- 母乳召しませ…2（1月28日、Vamp）他出演:里美ケイ
- 猥褻な妊婦たち1（3月19日、HARD CORE MANIAX）他出演:夏目まさ代、的場利恵
- 噴乳牝奴隷スペシャル（3月31日、シネマジック）他出演:新田利恵、森中智恵美、的場利恵
- 人妻昼メロレイプ保存版1 犯された人妻達（5月18日、ヒビノ）他7名出演
- 美熟女が拘束され加藤鷹にイカサレまくるビデオ!（7月13日、溜池ゴロー）
- 爛熟艶女の性癖願望 ～健二の部屋～ 其の二（8月13日、溜池ゴロー）他出演:川島れいこ、坂下愛
- リアルレイプ 人質女の性的虐待（8月25日、ながえスタイル）他出演:椎名りく
- パンティフェチ 女たちの卑猥な恥部（8月25日、ながえスタイル）他出演:ほのか優、白瀬あいみ、結衣
- 貧乏妻 ボロアパートセックス（8月25日、ながえスタイル）※水野さやかと誤表記 他出演:立花ちせ、坂下れい
- 熟女犬（9月13日、溜池ゴロー）他出演:友崎亜希、紫彩乃、楠真由美
- ど淫乱熟女が逆ナンパして逆レイプ！！（9月25日、ネクストイレブン）他出演:加賀雅、朝霧なつこ
- やられたい女たち 私を輪姦してください（9月25日、ながえスタイル）※水野さやかと誤表記 他出演:麻実ゆうか、鈴木ありさ
- 破廉恥痴女図鑑 2（10月13日、溜池ゴロー）他出演:白咲蓮、白川なつみ、坂下麗、YOKO
- 集団痴熟女にイカされてみませんか？（10月25日、ネクストイレブン）他出演:藤崎ともよ、倉田みやび、持田さつき、中山瑞穂、岡由里子、友田真希
- 調教note Vol.12 マリン 33歳 人妻（11月10日、さくら企画）
- 非日常的妄想自慰劇場 ～本気でオナニーする七人の撫子たち～（11月13日、溜池ゴロー）他6名出演
- 巨乳悦楽SP.8（12月4日、プールクラブ・エンタテインメント）他9名出演

2007年
- 投稿日記 ENTRY NO.13 マリン 32才 人妻 真性マゾ（2月19日、さくら企画）
- まさに天国!顔面おっぱい潰しと手コキ ～パイズリもあるよ!～（4月21日、レイディックス）他出演:山口玲子、友崎亜希、竹内優美子、栗田美沙、鈴原淳、春日日音、緒方早苗、七瀬みつみ、飯島めぐみ、佐々木美羽、黒崎あかり、川久保アンナ
- 美熟女が拘束されイカサレまくるベスト!（6月13日、溜池ゴロー）他6名出演
- 投稿日記 ENTRY NO.26 マリン 33歳 人妻 愛奴（6月15日、さくら企画）他出演:アムロ（岡本あい）
- 熟女官能全集（7月4日、FAプロ） 他6名出演：一条まりな、池端あやめ、神崎レイラ（神咲レイラ）、森下涼子、松田優子、坂下陽子
- 投稿日記 ENTRY NO.29 アムロ 25歳 調教歴3年 & マリン 33歳 調教歴4年（11月1日、さくら企画）他出演:アムロ（岡本あい）

2008年
- 痴女図鑑総勢15人!ベスト（7月13日、溜池ゴロー）他14名出演
- 熟女犬ベスト（10月1日、溜池ゴロー）他6名出演

2009年
- 野外露出投稿DX Vol.08（6月5日、さくら企画）他出演:坂下れい
- 勢いのある母乳 噴出する白濁液は興奮すればするほど多くなる。（7月20日、レイディックス）他19名出演
- みだら泣き愛奴図鑑 女芯悦獄（XII）（10月28日、アートビデオ）他出演:松下美海、宮前みさき、水島早苗、中野千夏

2014年
- リアルレイプ 婦女暴行全集 前編（2月25日、ながえスタイル）他出演:吹雪あかね、平山加奈、桜沢まひる
- 調教note Vol.73 マリン 43歳 人妻（10月3日、さくら企画）
- さくら企画 THE LEGEND OF COLLECTION（11月21日、さくら企画）他多数出演

2015年
- ながえ官能映像集 パンツに包まれた女の股ぐら（6月26日、ながえスタイル）他出演:大槻ひびき、星菜、結衣
- ながえ官能映像集 輪姦 まわされたい女たち（7月31日、ながえスタイル）※水野さやかと誤表記 他出演:若槻朱音、麻美ゆうか、牧あられ、大友唯愛
- 猟奇荘記譚5+6（10月25日、アートビデオ）他出演:石山梨華、桐島秋子、藤本瞳

2016年
- 強姦、強要、お仕置き、輪姦 男の群れで働く女（1月25日、ながえスタイル）※水野さやかと誤表記 他出演:水沢真樹、松下ゆうか、詩音、長谷川千穂